# Casa Babylon
Casa Babylon è un album dei Mano Negra pubblicato nel 1994. Per forma, struttura e varietà è considerato il "Sandinista!" della band capitanata dal leader carismatico Manu Chao. Per come è stato concepito, inoltre, Casa Babylon è indicato dai critici come primo disco solista di Manu Chao. È stato interamente prodotto e  mixato a Napoli dal gruppo di produzione Kwaanza Posse (Nuccio Tortora - Angelo Tardio - Enzo Rizzo).

## Tracce
1. Viva Zapata – 2:02
2. Casa Babylon – 2:01
3. The Monkey – 2:48
4. Señor Matanza – 4:06
5. Santa Maradona – 3:28
6. Super Chango – 2:53
7. Bala Perdida – 2:13
8. Machine Gun – 4:25
9. El Alakran – 3:51
10. Mama Perfecta – 1:54
11. Love and Hate – 2:29
12. Drives Me Crazy – 3:38
13. Hamburger Fields – 3:14
14. La vida – 2:41
15. Sueño de solentiname – 2:52
16. This Is My World – 4:48

## Formazione
- Manu Chao - voce, chitarra ritmica
- Daniel Jamet - chitarra solista, cori
- Antoine Chao - tromba, cori
- Pierre Gauthé - trombone, cori
- Nuccio Tortora - tastiere
- Thomas Darnal - tastiere, cori
- Joseph Dahan - basso, cori
- Santiago Casariego - batteria, cori
- Philippe Teboul - percussioni, cori

## Classifiche
| Classifica (1994) | Posizione più alta |
| ----------------- | ------------------ |
| Francia           | 9                  |
| Svizzera          | 32                 |